# PL Kyodan

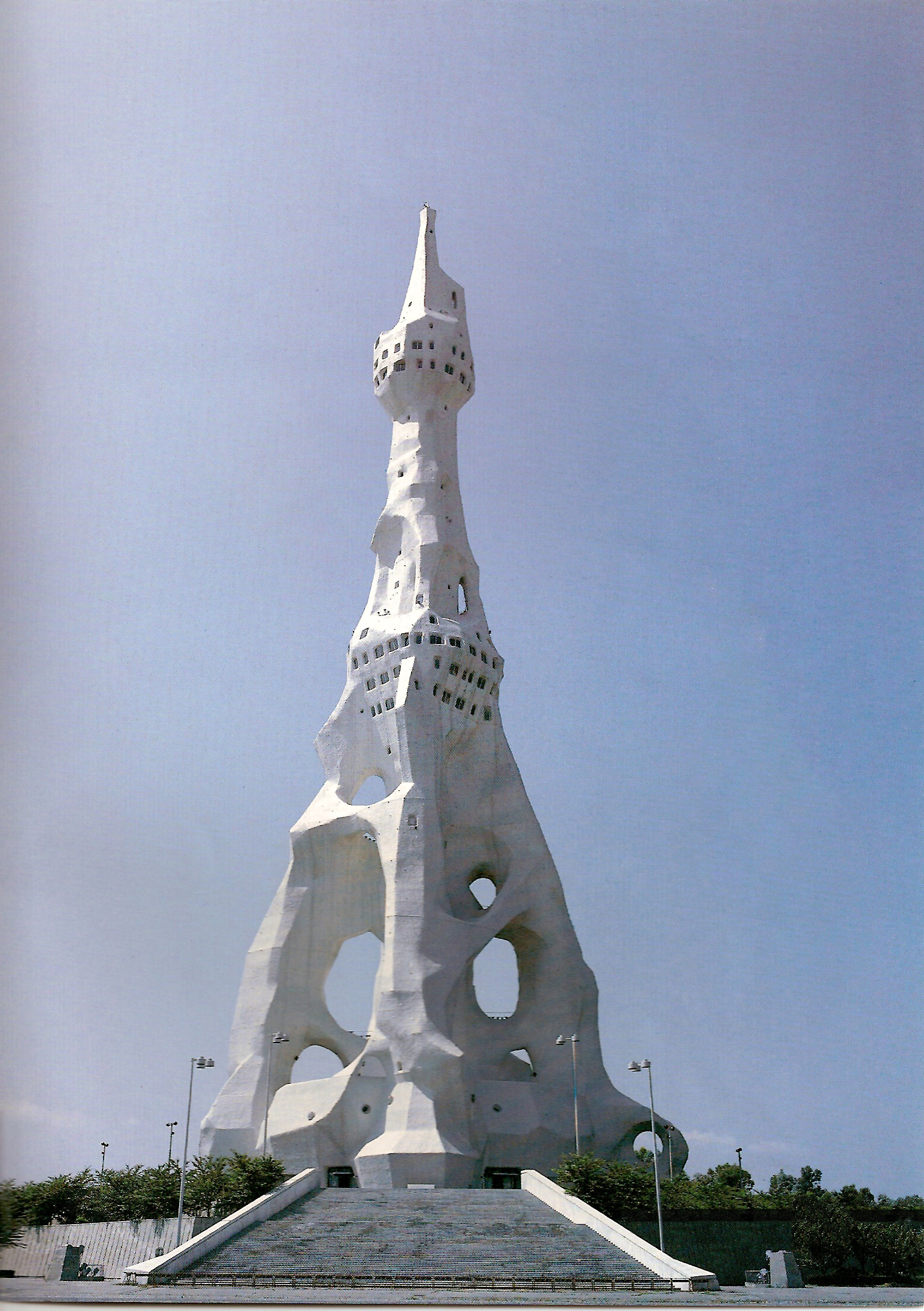
De "vredestoren" van PL Kyōdan

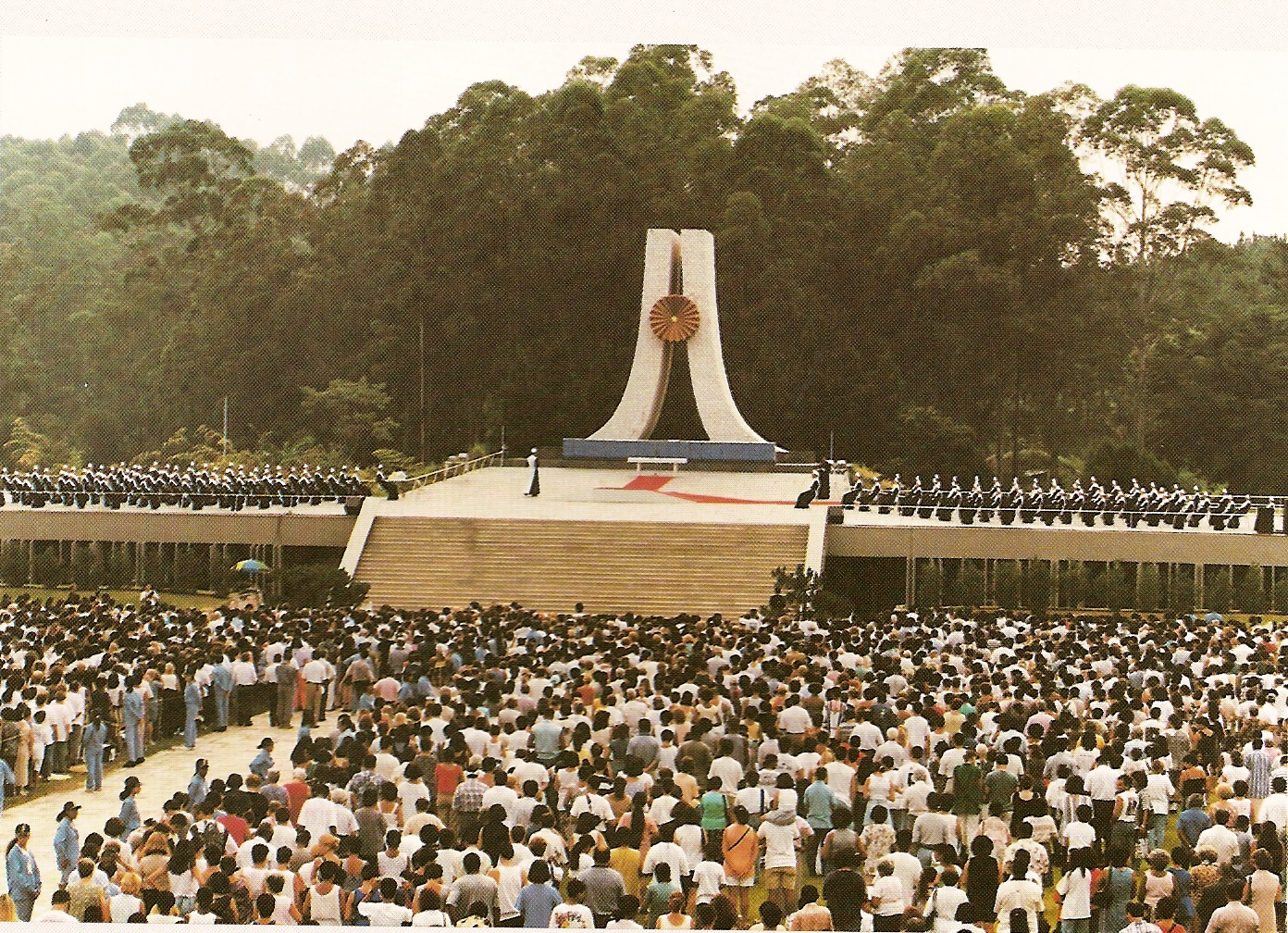
Religieuze dienst in Brazilië

PL Kyōdan (Japans:パーフェクト リバティー教団, Pāfekuto Ribatī Kyōdan), ook wel de Kerk van Perfecte Vrijheid genoemd, is een Japanse nieuwe religieuze beweging (Japans: Shinshūkyō). "PL" staat voor Perfect Liberty (Engels voor "Perfecte Vrijheid") en "Kyōdan" is Japans voor "Kerk". De beweging wordt door leden vaak kortweg PL genoemd.
Volgens de beweging zelf heeft het 2,5 miljoen volgelingen wereldwijd en meer dan 500 kerken verspreid over 10 landen. De meeste gemeenschappen bevinden zich in Japan. In de jaren 1950 en 1960 verspreidde de beweging zich vanuit Japan naar Zuid-Amerika en de Verenigde Staten. In de jaren 1990 werd een hoofdkwartier voor Oceanië opgericht in Brisbane (Australië). De beweging is ook aanwezig in Canada, Brazilië, Argentinië, Paraguay, Peru en in Europa vooral in Frankrijk, Portugal en Hongarije. PL Kyōdan is zeer actief met missionariswerk. Elke gemeenschap moet jaarlijks minstens 80 nieuwe leden binnenhalen. De beweging richt zich voornamelijk op Japanners en mensen van Japanse afkomst.
PL Kyōdan ontwikkelde zich uit een eerdere zenboeddhistische beweging, Hito-no-michi, gesticht door Miki Tokuharu (1871–1938). Deze kwam weer voort uit de beweging Tokumitsu-kyō van Kanada Tokumitsu (1863–1919). Hito-no-michi werd in 1937 verboden door de Japanse overheid, en Miki Tokuharu en zijn zoon Miki Tokuharu werden gevangengezet. Na het einde van de Tweede Wereldoorlog kwam Miki Tokuharu vrij en stichtte PL Kyōdan als opvolger van Hito-no-michi.
De beweging wordt geleid door een patriarch (Japans: Oshieoya-sama). De derde en huidige patriarch is Takahito Miki. De beweging heeft geen heilige geschriften maar is gebaseerd op 21 beginselen, waarvan het eerste beginsel het belangrijkst is: "Het leven is kunst". De beweging leert dat het doel van het leven vreugdevolle zelfexpressie is.
De PL Peace Tower, een circa 180 meter hoge toren, werd in 1970 gebouwd in Tondabayashi (nabij Osaka), waar het internationale hoofdkwartier van de beweging is. Jaarlijks vindt hier op 1 augustus een ceremonie plaats om oorlogsslachtoffers te gedenken en voor wereldvrede te bidden. Hierbij wordt ook een van de grootste vuurwerkshows ter wereld gehouden, waarbij zo'n 120.000 stuks vuurwerk wordt afgeschoten.
PL Kyōdan wordt vaak bespot als "golfreligie" omdat een aantal kerken een golfbaan op het dak heeft. Het hoofdcomplex in Tondabayashi omvat een enorme golfbaan.